# ペッティング・モンスター 快楽喰いまくり
『ペッティング・モンスター 快楽喰いまくり』（ペッティング・モンスター かいらくくいまくり）は、山内大輔監督の日本映画。

## 概要
2021年7月30日公開。なお、2020年6月26日に映倫の審査を受けており（審査番号122440）、審査から1年後の公開となった。
特集上映「OP PICTURES+フェス2021」では2021年11月7日より『ベロマリカ』のタイトルで上映。2022年8月3日、スターボードから『悶舌人妻 ベロマリカ』のタイトルでDVD発売。
映画ライターの切通理作は「小さな引っ掛かりをいくつも仕込んで、不思議な世界に誘う」、「親しみある平穏な時間に何かが起こる違和感を仕込み、さざ波のように引いていく」と論評。後述する「べろ」の設定は描かれるものの、危険性や有毒性を示唆することはなく、不思議で変なものに留まることや、執拗に描かれる納豆の粘着性やかき混ぜる映像の意図の不明さなど、撮影、後悔されたコロナ禍における疑心暗鬼を貯め込んでいく現実の合わせ鏡のような映画であるとした。

## あらすじ
主婦のマリカは、中東・オマーンに単身赴任が決まった夫の裕樹から海洋生物のホヤによく似た「べろ」という生き物をプレゼントされる。夫は自分の代わりに「べろ」をかわいがってくれと言い渡す。
単身赴任が始まると、妹のゆいかが彼氏とともに家を訪ねてくる。5年ぶりに合う妹は彼とともにパチンコ店を辞め、義兄である裕樹に相談。しばらく厄介になりにやってきた。話を聞いていないマリカは怪訝な表情を浮かべるが、食事を旨そうに食べ、ドタバタもありながら仲睦まじい2人に一晩だけ過ごすことを許す。真夜中、夫から国際電話がかかってくる。なんで相談してくれなかったのかと、ゆいかのことをはなすと「君は一人っ子のはずだ」と裕樹は話す。

## 登場人物
マリカ
演 - きみと歩実
結婚3年目の人妻。夫が単身赴任となり、渡された「べろ」と新築の自宅で生活を共にすることになる。自宅の表札は「江口」。
佐藤灯里
演 - 篠崎かんな
NPO法人全日本未亡人組合の女。その名前を聞き込む男達もおり、何者かに追われている様子。
ユイカ
演 - 七菜原ココ
マリカの妹。短髪短パン姿でボーイッシュ。仕事を辞めた彼氏とともにマリカ宅に転がり込む。
物語中盤以降、「彼氏」としていた男とともにスパイグループの一味であることがわかる。
沙月弥生
演 - 加藤ツバキ
NPO法人全日本未亡人組合に属する謎の女。常に喪服を着こみ、落ち着いている。
裕樹
演 - 安藤ヒロキオ
単身赴任で家を空けるマリカの夫。
ミキオ
演 - 可児正光
ゆいかの彼氏として登場。その後、宅配便業者などとしても現れる若い男。実はゆいかとともにスパイグループの一味。
三沢
演 - 森羅万象
宅配納豆の配達人。その「おいしい納豆」は商品名に違わず美味らしい。血なまぐさい別のものも配達している。

## スタッフ
- 監督・脚本・編集・VFX：山内大輔
- 撮影監督：藍河兼一
- 録音：光地拓郎、大塚学
- べろデザイン&造形／特殊メイク：土肥良成
- ガンエフェクト：浅生マサヒロ
- ラインプロデューサー：江尻大
- 助監督：谷口恒平
- 制作進行：神森仁斗
- 音楽：project T&K
- 効果：AKASAKA音効
- 特殊メイク・造形助手：李華曦
- ポスター：本田あきら
- 仕上げ：東映ラボ・テック
- 製作：VOID FILMS
- 提供・配給：オーピー映画